# Alain Bergeron (pilote)
Pour les articles homonymes, voir Bergeron et Alain Bergeron (homonymie).
Alain Bergeron est un pilote de rallyes québécois, de Québec, secteur Lac-Saint-Charles à l'époque qu'il compétionnait. Il est maintenant résident de Boischatel.  
Il fut le second double-Champion des Rallyes du Canada québécois consécutif, en 1987 sur Toyota Corolla GTS et 1988 sur Toyota Celica 4wd (différents copilotes en 1987, puis Raymond Cadieux en 1988), après Jean-Paul Perusse en 1975-76, tous deux alors ainsi récompensés... jusqu'à l'arrivée d'Antoine L'Estage lui-même unique auteur d'un doublé et d'un quadruplé (2006-07, et 2010-11-12-13).
Il devint également Double-Champion du Canada des conducteurs de voitures de Production (Trophée Andy Browning) A en 1987 sur Toyota Corolla GTS et B en 1988 sur sa Celica 4wd. 
Marie- Thérèse Rousseau et Serge Boisvert ont également été de ses copilotes, durant ses années fastes 1980.
Parmi ses principales victoires nationales, on peut citer deux Rallyes Perce-Neige en 1984 et 1988, et les deux premiers Rallyes de Charlevoix en 1987 et 1988 (entre autres).
Il dirigea l’organisation du Rallye de Québec de 1995 à 2003.
Il agit depuis comme commissaire sportif et directeur de course dans divers événements de rallye au niveau du championnat canadien. 
Il a participé également comme officiel et directeur de course au Rallye Vert de Montréal qui comptait au championnat des rallyes de la FIA pour véhicules à énergies alternatives.
Il a créé une entreprise d’accès Internet, ORICOM Internet, qu'il dirige toujours. Il a été longtemps opérateur de centrales hydroélectriques pour Hydro Québec jusqu'à prendre sa retraite en 2009.